# Closed-cycle propulsion program
Closed-cycle propulsion program (program napędu w obiegu zamkniętym) realizowany w późnych latach czterdziestych XX w. przez Marynarkę Wojenną Stanów Zjednoczonych program budowy okrętów podwodnych z niejądrowym napędem niezależnym od dostępu powietrza (AIP).

## Geneza

### System Waltera
Podstawowe założenia napędu w obiegu zamkniętym, opracowane zostały w 1930 roku w stoczni Germania przez Hellmutha Waltera. Oparty na jego założeniach relatywnie złożony system, stosował katalityczny rozkład stężonego nadtlenku wodoru (perhydrolu). Perhydrol był przechowywany w zbiorniku poniżej głównego kadłuba sztywnego, skąd ciśnienie wody wypychało go do porcelanowej komory, gdzie wchodził w kontakt z niezbędnym do dekompozycji katalizatorem. Skutkiem tego procesu, powstawała para wodna i tlen o temperaturze 963 °C – przechodzące następnie do komory spalania, gdzie następował zapłon oleju napędowego, oraz – w celu zwiększenia temperatury i ilości pary – natrysk wody na powstały w procesie spalania gaz. Mieszanina pary i gazu przenoszona była rurociągami do turbiny, a następnie do kondensatora, gdzie następowała ekstrakcja wody i powstałego w komorze spalania dwutlenku węgla, który był następnie wyprowadzany na zewnątrz okrętu.

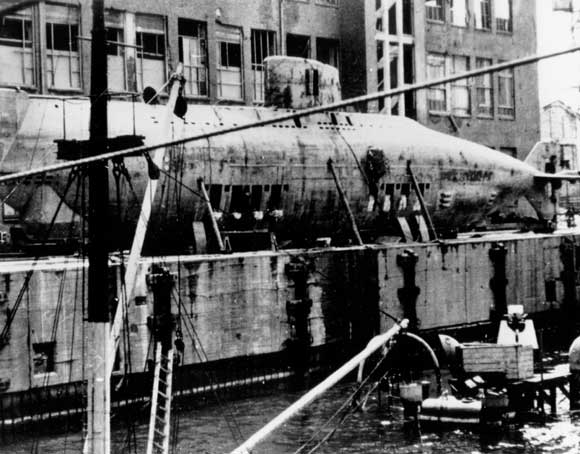
U-1406 w 1945 roku. Widoczne otwarte wrota zbiorników perhydrolu

Po przeprowadzonych z sukcesem próbach w roku 1940, złożono zamówienie na pierwsze okręty podwodne wyposażone w napęd Waltera V-80, U-792 i U-794. Ostatnie z tych okrętów – oznaczone jako typ XVIIA –  przyjęto do służby w październiku 1943 roku. Kolejna para okrętów tego typu U-793 i U-795, weszła do służby w kwietniu 1944. W marcu 1944 U-793 z admirałem Dönitzem pod pokładem, osiągnął pod wodą prędkość 22 węzłów, w czerwcu zaś tego samego roku, U-792 osiągnął zmierzoną prędkość 25 węzłów. Osiągnięcie przez te okręty tak wysokich na owe czasy prędkości podwodnych, stanowiło tym większe osiągnięcie, iż okręty te okazały się łatwe w prowadzeniu z dużymi prędkościami.
Okręty z napędem Waltera nękane jednak były plagą problemów mechanicznych i związanych z obsługą. Dodatkowo, posiadały niską sprawność oraz traciły znaczną część energii z powodu wzrostu ciśnienia zwrotnego wody na system wydechowy – w miarę wzrostu głębokości zanurzenia.
Konstrukcja operacyjnych okrętów z napędem Waltera – typu XVIIB rozpoczęła się w stoczni Blohm & Voss w Hamburgu. Kriegsmarine planowała także budowę "atlantyckich" jednostek z napędem Waltera – zamówione zostały nawet dwie jednostki typu XVIII: U-796 oraz U-797, jednakże budowa tych większych jednostek przestała być kontynuowana wiosną 1944 roku. W ich miejsce, 26 maja 1944 roku podpisano kontrakt na budowę jednostek typu XXVIW o wyporności 842 ton, których oczekiwana prędkość podwodna przy zasięgu 160 mil morskich (300 km), wynosiła 24 węzły. Początkowo planowano budowę 250 jednostek tego typu, budowę kilku z nich rozpoczęto już w stoczni Blohm & Voss, jednakże żadnej nie ukończono.

### Inne wczesne systemy w obiegu zamkniętym
Obok napędu Waltera,  testowano także inne koncepcje napędu w cyklu zamkniętym. W typie okrętów XVIIK, próbowano zastosować działający w zamkniętym obiegu silnik Diesla Kreislauf, używający w operacjach podwodnych zmagazynowanego tlenu. Projekt typu XXXVIW z kolei, przewidywał zastosowanie  systemu opartego na czterech szybkich silnikach diesla zaadaptowanych z napędów kutrów torpedowych. Również w tym przypadku, zamierzano zastosować zmagazynowany tlen oraz utleniacz w celu spalania. Żaden z tych okrętów nie został jednak zbudowany.
Systemy w obiegu zamkniętym używające zmagazynowanego tlenu, posiadają przewagę większej dostępności tego ostatniego, nad perhydrolem używanym przez napęd Waltera, do ich słabych stron natomiast należy waga tlenu zmagazynowanego w stanie gazowym. W celu rozwiązania tego problemu, podjęto studia nad możliwością produkcji tlenu na pokładzie okrętu.
W związku z rozwojem sytuacji wojennej i kurczeniem się niemieckich zasobów, skompletowano jedynie trzy okręty z obiegiem zamkniętym wyposażone do walki – były to U-1405, U-1406 oraz U-1407 – wszystkie typu XVIIB. Żaden z nich, nie wszedł jednak do służby operacyjnej. Okręty te zapowiadały jednakże zbliżającą się rewolucję w konstrukcji okrętów podwodnych – wejścia do użytku operacyjnego jednostek niezależnych od dostępu powietrza atmosferycznego. Wszystkie trzy wybudowane bojowe jednostki z obiegiem zamkniętym, w chwili zakończenia wojny znajdowały się w brytyjskiej strefie okupacyjnej - w Flagensburgu oraz w Cuxhaven. W związku z ustaleniami podjętymi w trakcie konferencji poczdamskiej w lipcu 1945 roku, U-1406 przejęły Stany Zjednoczone, U-1407 natomiast Wielka Brytania.

## Amerykański napęd obiegu zamkniętego
Amerykańscy, brytyjscy i sowieccy oficerowie Marynarki oraz technicy, w ruinach III Rzeszy poszukiwali planów i komponentów programu Waltera. Nieskończone i zbombardowane U-1408 oraz U-1410 zostały znalezione przez Brytyjczyków w hamburskiej stoczni Blohm & Voss. W Kilonii, brytyjskie wojska  przejęły kontrolę nad w większości niezniszczonym zakładem Walterwerke, i aresztowały samego profesora Waltera z jego zespołem, który po dokonanym przez Brytyjczyków wraz z Amerykanami przesłuchaniu, został przerzucony na Zachód. W przeciwieństwie do US Navy, brytyjska Royal Navy zrewitalizowała U-1407 i po pewnych ulepszeniach, 25 września 1945 roku wcieliła go do służby jako HMS "Meteorite". Siłownia Waltera tego okrętu – określana w programie brytyjskim jako High-Test Peroxide (HTP) – została wymontowana, odnowiona i ponownie zainstalowana.
Amerykańska marynarka wojenna była żywo zainteresowana możliwościami stwarzanymi przez niezależny od dostępu powietrzna zewnętrznego napęd w cyklu zamkniętym. W początkach roku 1945 na konferencji oficerów okrętów podwodnych w Waszyngtonie określono zalety tego rodzaju napędu, oraz wstępne charakterystyki takiego napędu dla okrętu o wyporności podwodnej 1200 ton wyposażonego w siłownię Waltera o mocy 7500 koni mechanicznych i prędkości podwodnej 20 węzłów utrzymywanej przez 12 godzin. Studia przeprowadzone przez Bureau of Ships, ze względów kosztowych określiły preferencję marynarki w postaci napędu w cyklu zamkniętym opartym na tlen przechowywanym w stanie ciekłym, zamiast na perhydrolu. Na rozważania Marynarki nad zastosowaniem tego rodzaju napędów, znacząco wpływała jednak tocząca się już debata nad zastosowaniem napędu jądrowego dla okrętów podwodnych. Po wojnie, nad napędem w obiegu zamkniętym, pracowało kilka agencji. Raport z 1946 roku wskazywał na ogółem 6 projektów takiego napędu. Wśród nich znajdował się program Naval Engineering Experiment Station w Annapolis, prowadzony w oparciu o znajdujący się tam 2500-konny napęd  Waltera pochodzący z przekazanego do USA U-1406. W ośrodku tym znajdował się także 7500-konny napęd planowany przez Niemców dla typu XXVI oraz 50-konny napęd Kreislauf. Ten ostatni napęd, w amerykańskiej koncepcji, wykorzystywał produkty spalania w silniku Diesla do rozcieńczania ciekłego tlenu lub perhydrolu oraz zmniejszania jego temperatury spalania dla celów podwodnego napędu za pomocą silnika Diesla. Od samego początku jednakże, zdawano sobie sprawę z ograniczeń tego rodzaju napędu – małej mocy oraz dużego poziomu hałasu generowanego przez silniki diesla. Mimo że wszystkie siłownie obiegu zamkniętego testowane w Annapolis sprawiały wiele problemów, ostatecznie zaproponowano kilka możliwych do zastosowania rozwiązań. Dla pierwszych amerykańskich okrętów mających korzystać z napędu w cyklu zamkniętym – jednostek typu Tang – zaproponowano opartą na turbinie gazowej siłownię Wolverine, która jak oczekiwano, będzie w stanie zapewnić moc 7500 KM, i napędzać okręty tego typu z podwodną prędkością 25 węzłów przez 10 godzin.
W latach 1948–1950 Marynarka podjęła jednak studia porównawcze napędów w obiegu zamkniętym oraz nuklearnego. Wyrażano w ich ramach pogląd, iż z uwagi na małą dostępność materiałów niezbędnych dla napędu jądrowego (paliwo jądrowe) oraz konieczność konkurowania przez napęd jądrowy o zasoby materiałów nuklearnych z innymi programami atomowymi, nie jest on konkurencyjny wobec napędu w cyklu zamkniętym. Podobne opinie wyrażało także Biuro okrętów, co nie przeszkadzało jednakże w budowie w tym samym czasie  prototypu okrętowej siłowni nuklearnej na pustyni w Idaho (Idaho National Laboratory). Analizy te i badania, potwierdziły dowództwu Marynarki, ze potencjał napędu jądrowego daleko przekracza możliwości chemicznego napędu w obiegu zamkniętym, o ile tylko uda się zapewnić niezbędną ilość zasobów nuklearnych. W konsekwencji, badania i fundusze na rozwój napędu chemicznego zostały zatrzymane, a w 1950 roku Kongres autoryzował budowę pierwszego na świecie okrętu podwodnego napędzanego przez siłownię jądrową.